# Turtle River
Turtle River é uma cidade localizada no estado americano de Minnesota, no Condado de Beltrami.

## Demografia
Segundo o censo americano de 2000, a sua população era de 75 habitantes.
Em 2006, foi estimada uma população de 79, um aumento de 4 (5.3%).

## Geografia
De acordo com o United States Census Bureau tem uma área de
2,9 km², dos quais 2,9 km² cobertos por terra e 0,0 km² cobertos por água. Turtle River localiza-se a aproximadamente 427 m acima do nível do mar.

## Localidades na vizinhança
O diagrama seguinte representa as localidades num raio de 28 km ao redor de Turtle River.